# エミール・ワウタース
エミール・ワウタース（Charles Emile Marie Wauters、1846年11月19日 - 1933年12月11日）はベルギーの画家である。名はルーヴェンにシャルル・ワウタース(Charles Wauters)という画家がいたことから、混同を避けるためにエミール・ワウタースと作品に署名した。

## 略歴
ブリュッセルの宮廷の役人の息子に生まれた。ブリュッセル王立美術アカデミーで4年間、ジャン＝フランソワ・ポルテールに学んだ後、パリに移り、エコール・デ・ボザールでジャン＝レオン・ジェロームに学んだ。パリには6ヶ月ほど滞在し、ルーブル美術館で巨匠の作品を模写して修行した後、イタリアを旅した。
ブリュッセルの展覧会に出展した作品で、ベルギー王立美術館の館長のAdolphe van Soust de Borkenfeldtに注目された。1869年に大々的に祝われた「スエズ運河の開通式」のベルギー政府代表団に若いワウタースは参加することができ、エジプトを訪れ、多くのスケッチを持ち帰り、後にエジプトの風景を描いた作品を製作し、1881年からウィーンなどで展示された幅114m×14mのパノラマ画「カイロのパノラマ」(Panorama van Caïro)も描いた。
ベルギー内外の展覧会に出展し高い評価を得て、ブリュッセルの市庁舎の装飾画も描いた。
1890年からパリに住むようになり、パリで死去した。
1887年にレオポルド勲章、1924年にベルギーの王冠勲章を受勲したほか各国から受勲している。

## 作品

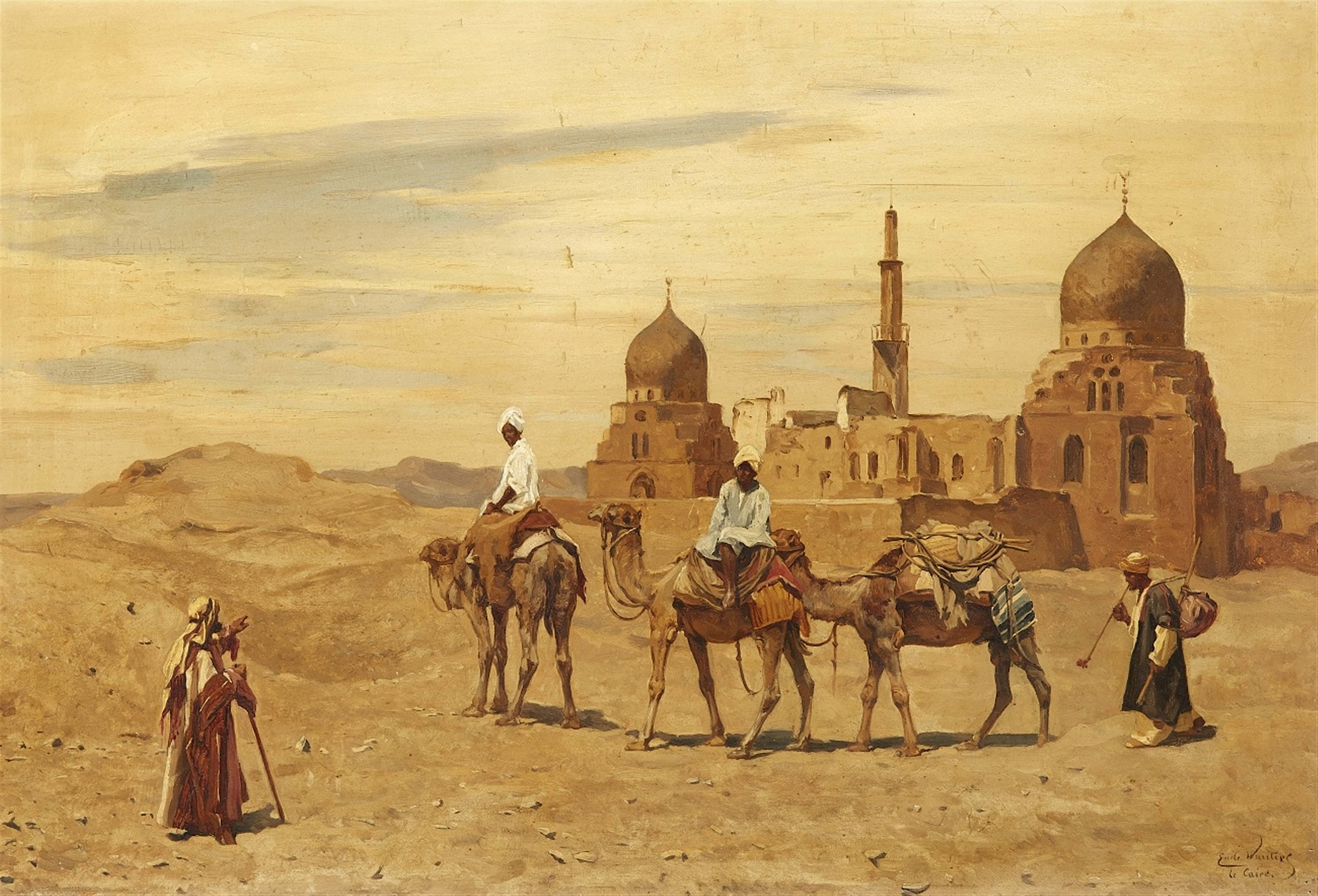
カイロ近くの隊商
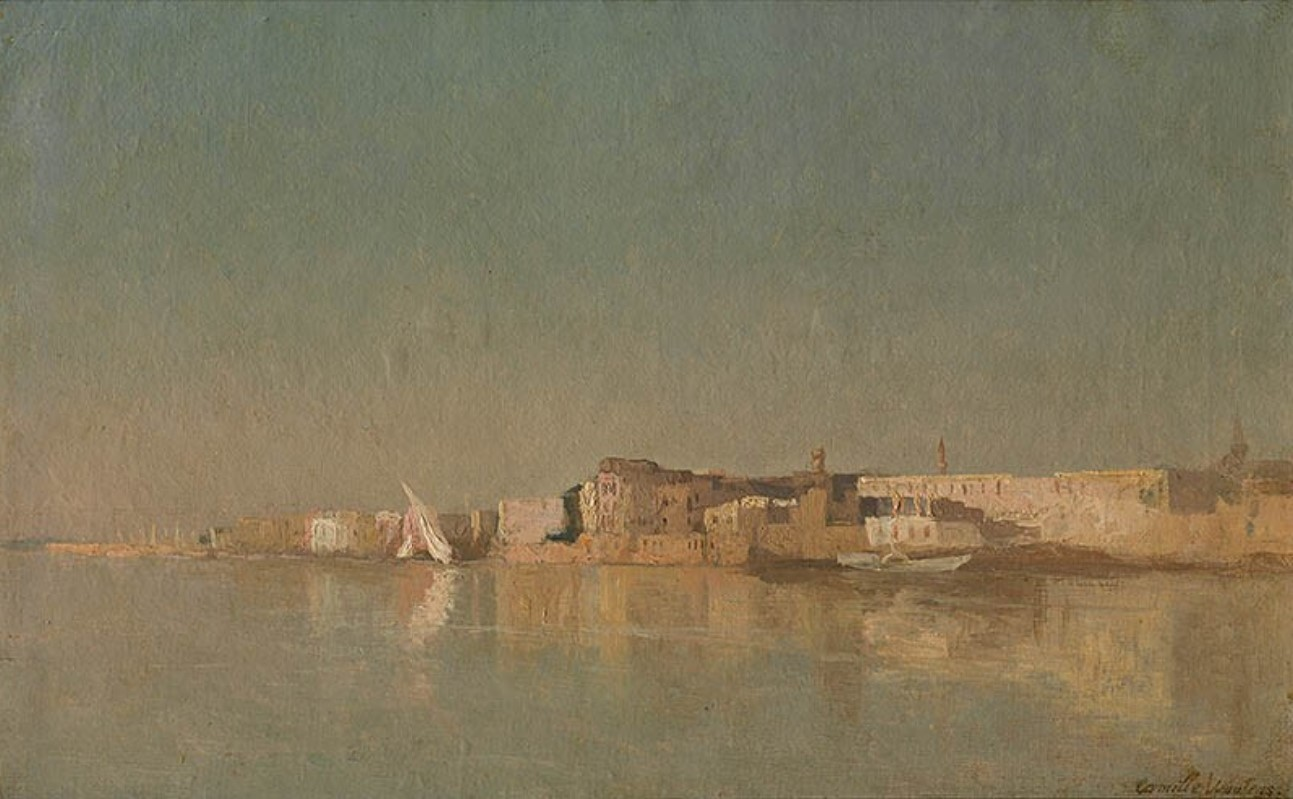
カイロの風景
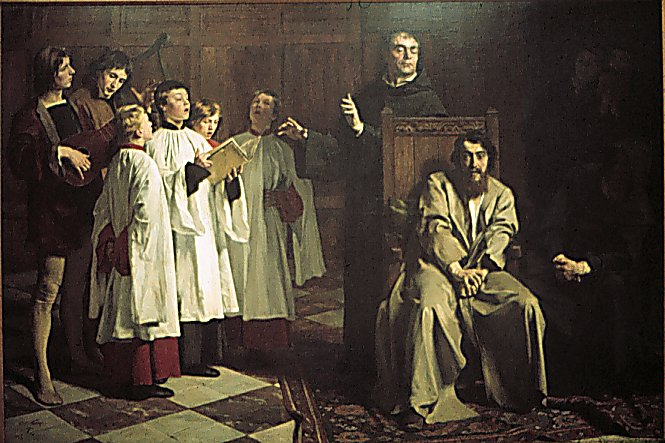
フーゴー・ファン・デル・グースの狂気

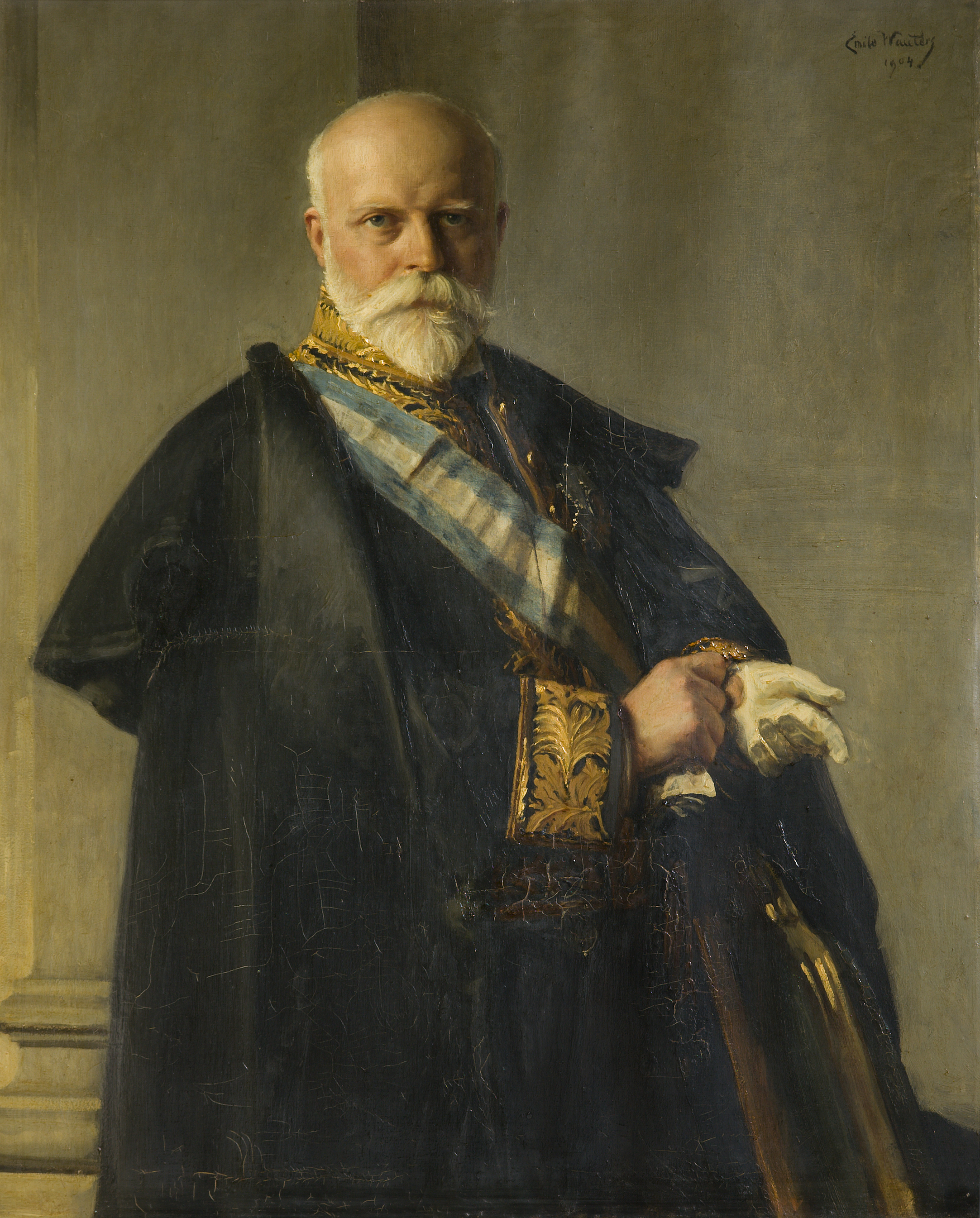
第6代ウルセル侯爵
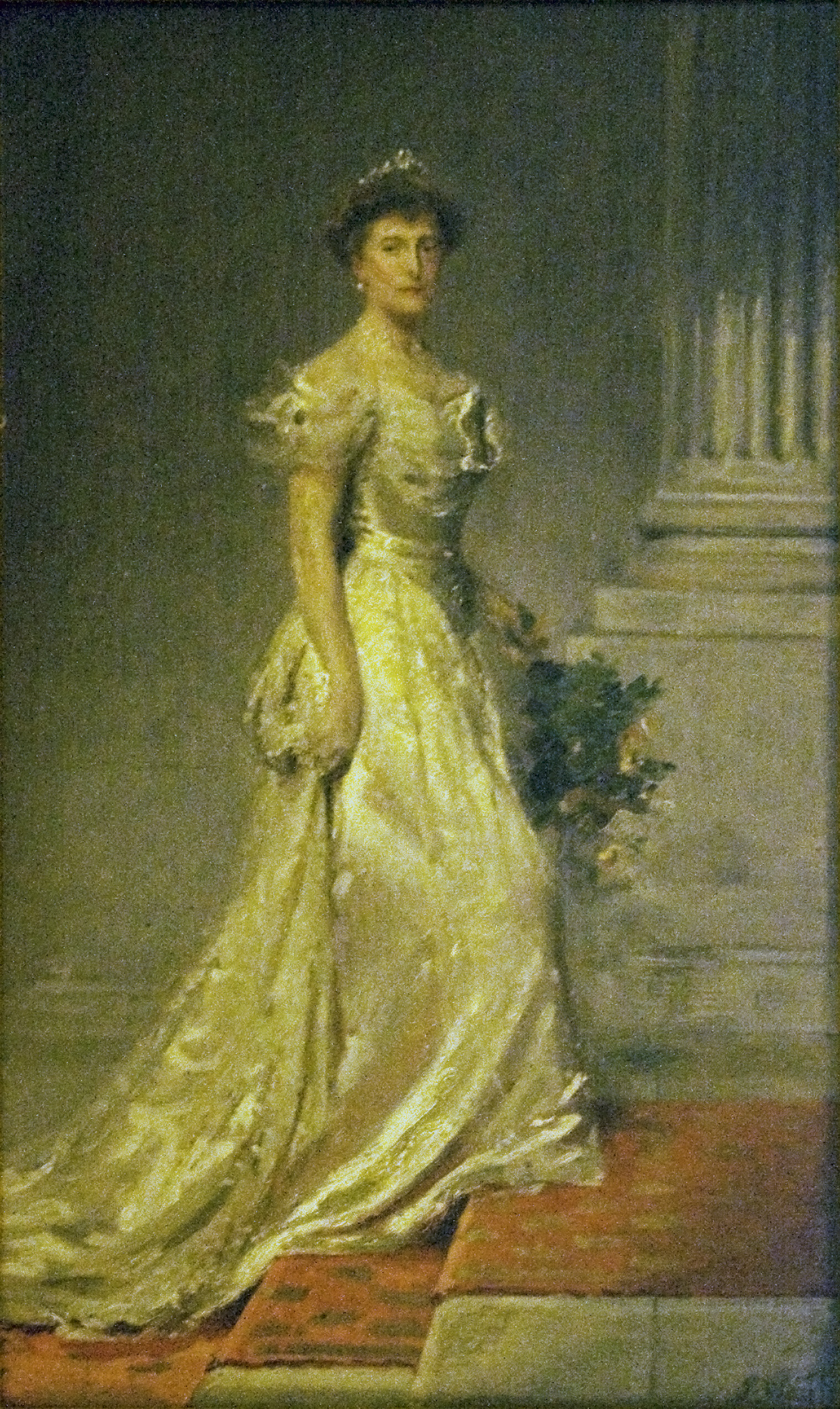
クレマンティーヌ・ド・ベルジック(王女)
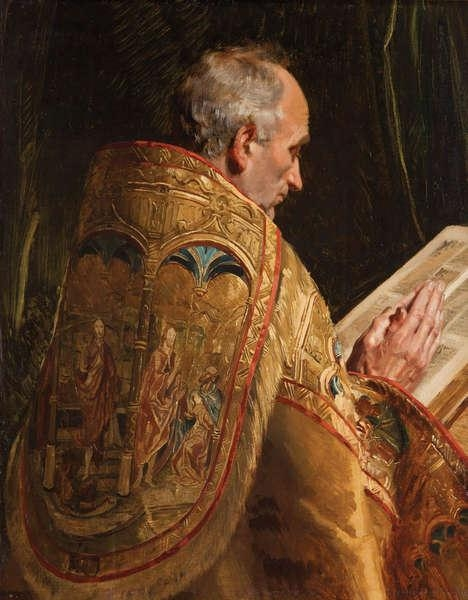
祈る枢機卿
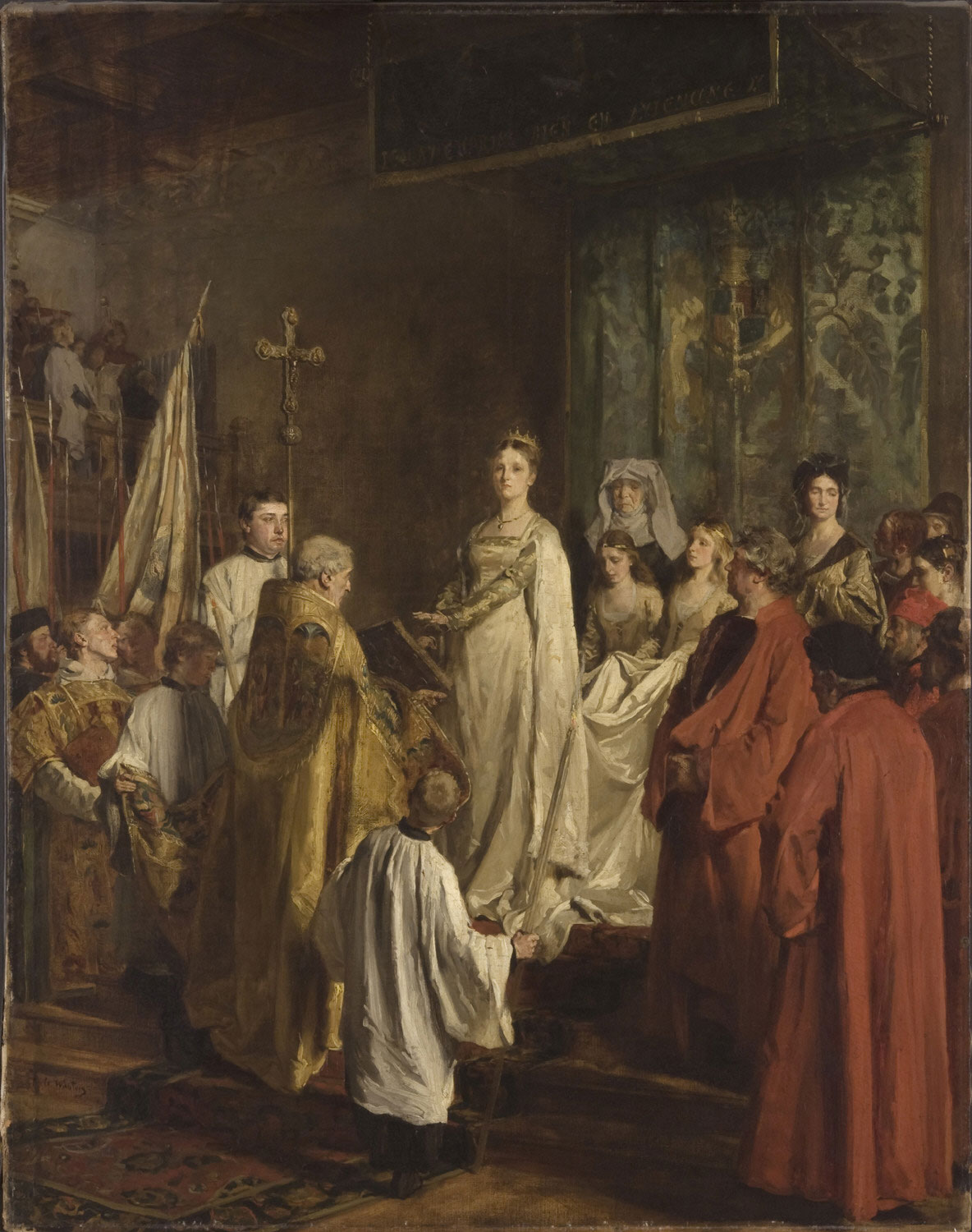
マリー・ド・ブルゴーニュ